# Коеру
Коеру (ест. Koeru) — селище у центральній Естонії.

## Географія
Селище розташоване у волості Ярва повіту Ярвамаа. У Коеру проживало 1178 осіб станом на 31.12.2011. Селище розташоване на перетині доріг Мяекюла — Кілтсі і Ярва-Яані — Вяйньярве. Старе шосе Таллінн — Тарту проходить за 2 км від Коеру. На території селища з південно-західного боку знаходиться миза Арукюла. Поруч із селищем знаходиться найвища споруда Естонії — Телемачта Коеру.

### Демографія
У 1970 році в селищі проживало 649 осіб, а в 2000 році — 1332 осіб.

## Історія
Перша згадка про село Арукюла (ест. Aruküla) і мизу Арукюла (ест. Aruküla), що знаходиться в даний час на території селища, датується першою половиною 17 століття. Саме селище Коеру утворилося навколо церкви св. Марії-Магдалени, корчми і поштової станції Коеру в кінці 19 століття. Коеру був центром сільради Коеру і колгоспу «Маяк». Входив історично до складу Коеруської парафії.
До 21 жовтня 2017 року населений пункт входив до складу волості Коеру й був її адміністративним центром.

## Пам'ятки
- Коеруська церква св. Марії-Магдалени
- Коеруська ямська поштова станція з корчмою у вигляді літери «Г» (лат. L) з двома стайнями, що розташовані на перехресті доріг Ярва-Яані, Ервіті і Пайде. Її побудували в 1825—1833 роках на місці знаходження колишньої корчми мізи Арукюла, а в 1860 р пристосували під поштову ямську станцію. В середині будівлі розташовувалася кухня з пічною трубою, праворуч знаходилася велика, передбачена для селян пивна кімната, а зліва — кімнати для знаті. Зовнішній вигляд в стилі класицизму. Використовувалася і як житловий будинок. Реставрована в 1954—1964 роках. У 1960—1965 роках використовувалася під їдальню, у даний час там магазин.

## Відомі особи
- Калю Лепік (1920—1999) — естонський поет.
- Лембіт Ульфсак (1947—2017) — естонський актор театру і кіно.